# Palazuelo de Vedija
Palazuelo de Vedija is een gemeente in de Spaanse provincie Valladolid in de regio Castilië en León met een oppervlakte van 32,01 km². Palazuelo de Vedija telt 208 inwoners (1 januari 2016).

## Demografische ontwikkeling
Bron: INE, 1857-2011: volkstellingen